# Lizzobangers
Lizzobangers es el primer álbum de estudio de la cantante y rapera estadounidense Lizzo. Fue publicado por Totally Gross National Product en 2013. El álbum es producido por Lazerbeak y Ryan Olson. En 2014, fue relanzado por Virgin Records.

## Producción
Lizzobangers está producido por Lazerbeak y Ryan Olson. Algunos ritmos del álbum están tomados del álbum de 2012 de Lazerbeak Lava Bangers.

## Lanzamiento
El álbum se publicó en Totally Gross National Product el 15 de octubre de 2013. En 2014, se reeditó en Virgin Records.
En 2019, el álbum fue retirado de todos los servicios de streaming y minoristas digitales, para ayudar en la campaña de Lizzo por el Premio Grammy al Mejor Artista Nuevo en la 62.ª edición de los Premios Grammy. Un mes después de la ceremonia, el 21 de febrero de 2020, el álbum volvió a los servicios de streaming.

## Vídeos musicales
Se crearon vídeos musicales para "Batches & Cookies", "Faded", "Bus Passes  & Happy Meals", y "París".Impose incluyó el vídeo de "Batches & Cookies" en la lista de "Mejores vídeos de 2013".

## Lista de canciones
| 2013 lizzobangerz standard Edition |                                       |          |  |
| N.º                                | Título                                | Duración |  |
| 1.                                 | «Lizzie Borden»                       | 2:38     |  |
| 2.                                 | «W.E.R.K. Pt. II»                     | 3:06     |  |
| 3.                                 | «Wat U Mean»                          | 2:44     |  |
| 4.                                 | «T-Baby»                              | 3:16     |  |
| 5.                                 | «Be Still»                            | 2:13     |  |
| 6.                                 | «Faded»                               | 2:51     |  |
| 7.                                 | «Hot Dish»                            | 3:40     |  |
| 8.                                 | «Luv It»                              | 3:03     |  |
| 9.                                 | «Batches & Cookies» (con Sophia Eris) | 3:23     |  |
| 10.                                | «Pants vs. Dress»                     | 2:34     |  |
| 11.                                | «Go»                                  | 3:45     |  |
| 12.                                | «Bloodlines»                          | 3:45     |  |
| 13.                                | «Bus Passes and Happy Meals»          | 3:18     |  |
| 14.                                | «Paris»                               | 3:11     |  |
| 39:51                              |                                       |          |  |

Todas las canciones escritas y compuestas por Melissa Jefferson, Aaron Mader, y Ryan Olson, excepto "Batches & Cookies", escrito por  Jefferson, Mader, Olson, y Lauren Alford. 
| 2014 reissue edition |                                       |          |  |
| N.º                  | Título                                | Duración |  |
| 1.                   | «Lizzie Borden»                       | 2:38     |  |
| 2.                   | «W.E.R.K. Pt. II»                     | 3:06     |  |
| 3.                   | «Wat U Mean»                          | 2:44     |  |
| 4.                   | «T-Baby»                              | 3:16     |  |
| 5.                   | «Be Still»                            | 2:13     |  |
| 6.                   | «Faded»                               | 2:37     |  |
| 7.                   | «Hot Dish»                            | 3:40     |  |
| 8.                   | «Luv It»                              | 3:03     |  |
| 9.                   | «Batches & Cookies» (con Sophia Eris) | 3:23     |  |
| 10.                  | «Pants vs. Dress»                     | 2:34     |  |
| 11.                  | «Go»                                  | 3:45     |  |
| 12.                  | «Bloodlines»                          | 3:45     |  |
| 13.                  | «Bus Passes and Happy Meals»          | 3:18     |  |
| 14.                  | «Paris»                               | 3:11     |  |
| 43:18                |                                       |          |  |

## Crítica
En Metacritic, que asigna una puntuación media ponderada sobre 100 a las reseñas de los principales críticos, el álbum recibió una puntuación media de 85, basada en 5 reseñas, lo que indica una "aclamación universal".
Dylan Kilby de MusicOMH dio al álbum 4 estrellas de 5, describiéndolo como "un álbum triunfante de una artista y mujer extraordinaria, cuyo lirismo de empoderamiento de las chicas y su conciencia social la sitúan en la cima de la comunidad underground y hip-hop alternativo" Killian Fox de The Guardian dio al álbum 4 estrellas de 5, diciendo: "A veces alegremente sin sentido, las rimas de flujo de conciencia de Lizzo también pueden ser letalmente punzantes".
Star Tribune situó el álbum en el número 1 de la lista "Twin Cities Critics Tally 2013".

## Personal
Créditos adaptados de las liner notes de la edición en LP de 2014.
- Lizzo - voz, flauta
- Cliff Rhymes - voz
- Sophia Eris - voz (en "Batches & Cookies")
- Lazerbeak - producción
- Ryan Olson - producción
- Plain Ole Bill - platos
- Jake Hansen - guitarra
- Jim Anton - bajo
- James Buckley - bajo
- Erica Burton - viola
- Nelson Devereaux - saxofón
- Joey Van Phillips - vibráfono, percusión
- BJ Burton - mezcla
- Huntley Miller - masterización
- Garrett Born - fotografía
- Jeffrey Barr - logotipo
- Paper Tiger - maquetación
- Drew Christopherson - diseño